# ペグシル

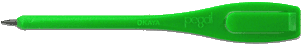
緑色のペグシル

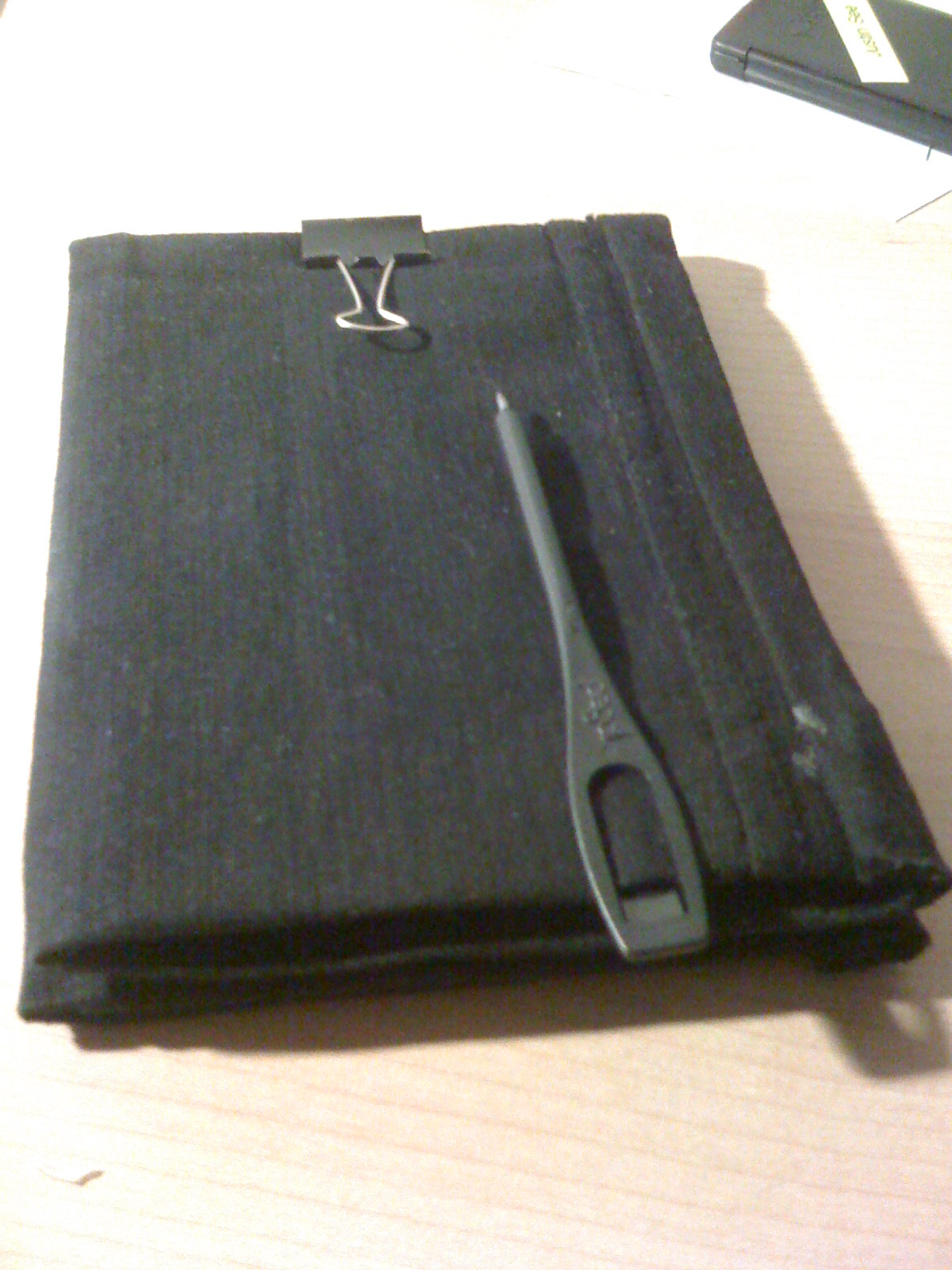
黒色のペグシル

ペグシル（pegcil）は、日本のゴルフ用品メーカー岡屋株式会社が製造している、プラスチック製の携帯用鉛筆の商品名である。ポケットやノートなどに挟めるように本体上部をクリップに成型しているのが特長で、ゴルフのスコア付けやアンケートなど記入の際に用いられる。
この種の鉛筆を最初に製造したのは岡屋（本社：大阪市）であるが、岡屋以外のメーカーからも類似の商品が製造・発売されており、一般名としては「クリップペンシル」が知られている。このほか、「ゴルフ鉛筆」「スコア鉛筆」「簡易鉛筆」「アンケート鉛筆」「プラスチック鉛筆」「使い捨て鉛筆」などの呼称が用いられている。

## 歴史
発売は1975年。それまでゴルファーは、ゴルフ場でスコアをつけるのに4 - 5cmの短い鉛筆（規格落ちしたB級品などを短く切断したもの）を使っていたが、携行・使用には不便が多かったという。
発案は1974年のことであったという。岡屋（1975年創業）の創業者となる井尻保宏がゴルフ場売店で牛乳瓶蓋を外す際に用いる栓抜きを見て、「この針を鉛筆の芯に変えたら便利で使えるのではないか」と発想して商品化を発案している。
当初はクリップではなく、芝生に付いた落球跡を修復するグリーンフォーク（当時は「ペグ」と呼ばれた）と鉛筆を一体化したものとして開発され、このためにペグ+ペンシルの造語で「ペグシル」と命名された。しかし、樹脂製のグリーンフォーク部分は芝に刺さりにくく折れやすかったためにほとんど売れなかった。現在のクリップ型に変更したところ、多くのゴルフ場に受け入れられた。
ゴルフ場でのスコア記載用に開発された製品であり、販路もゴルフ場から開拓されていった。やがてアンケートや公営競技 のマークシートへの記入用途や、販売促進用ノベルティやホテルの備品として広く使われるようになり、新型コロナウイルス感染症の流行を受けて感染症予防の観点から選挙の際の投票用紙記入用途にも採用されるようになった。
日本国内外で流通している。特許の期限が切れたこともあり、類似品・コピー商品も出回っているが、正規品には「Pegcil」「OKAYA」と刻印成型されている。2000年に商標権（立体商標）の行政訴訟事件が発生している。
工場は兵庫県丹波篠山市にあり、岡屋によれば月産1000万本。2012年時点での累計販売数は約35億本。2022年の取材によれば、日本のゴルフ場の半分程度のシェアを占めるという。

## 形状・デザイン
全長110mmと96mmの2種類、本体色は黒、赤、緑、黄、青、白の6種類。材質は本体が全色共に再生HIポリスチレン（再生樹脂）で、芯先はHB黒。「使い捨て鉛筆」とも称されるが、再生樹脂の使用やリサイクルも取り組まれている。
無地のレギュラー品の他に特色や企業名、ロゴ、URLなどを印刷した名入れも対応している。
関連商品として、ペン先がキャップ付きボールペンとなっている「ぺグシルボール」（全長110mm）もある。